# Parafia Najświętszej Maryi Panny Różańcowej w Wilczkowie
Parafia Najświętszej Maryi Panny Różańcowej w Wilczkowie – znajduje się w dekanacie Środa Śląska w archidiecezji wrocławskiej. Erygowana w 1982 roku.
Obsługiwana przez księży archidiecezjalnych. Jej proboszczem jest ks. Waldemar Kontek RM. 

## Parafialne księgi metrykalne
| Księgi metrykalne | Okres ewidencji |
| ----------------- | --------------- |
| chrztów           | 1983 -          |
| ślubów            | 1983 -          |
| zgonów            | 1983 -          |